# Galicija (otok)
Koordinati:   42°47′31″N, 17°20′05″E
Galicija je majhen nenaseljen otoček v Jadranskem morju. Pripada Hrvaški.
Galicija leži v Narodnem parku Mljet med otočkom Pomeštak in rtom Kulir na skrajnem severozahodu otoka Mljeta, od katerega je oddaljen okoli 1,5 km. Njegova površina meri 0,01 km². Dolžina obalnega pasu je 0,52 km. Najvišji vrh je visok 9 mnm.